# Société française des traducteurs
 (avril 2024).
Si vous disposez d'ouvrages ou d'articles de référence ou si vous connaissez des sites web de qualité traitant du thème abordé ici, merci de compléter l'article en donnant les références utiles à sa vérifiabilité et en les liant à la section « Notes et références ».
La Société française des traducteurs (SFT) est une organisation syndicale professionnelle de défense des intérêts des traducteurs, interprètes et autres métiers de la traduction.

## Histoire
La Société française des traducteurs (SFT) est fondée en 1947 par Pierre-François Caillé, Georges Pillement et Jean-Michel Dumarais.
Le premier projet de statuts de l'Association professionnelle des traducteurs littéraires et scientifiques est déposé le 4 juillet 1947, marquant la création officielle du syndicat.
Son premier président est Georges Pillement. Le deuxième sera Pierre-François Caillé, autre membre fondateur, de 1950 à 1973, soit la plus longue présidence de l'histoire du syndicat (longévité que les statuts actuels ne permettraient plus).
Le nom actuel de Société française des traducteurs sera adopté en juin 1952,.
La SFT crée en 1953 la Fédération internationale des traducteurs (FIT) dont elle est depuis membre.
En 1973, la SFT connaît une scission, une partie des membres de son Comité directeur la quittant pour fonder l'Association des traducteurs littéraires de France (ATLF) en vue de représenter plus spécifiquement les intérêts des traducteurs littéraires.
En 2021, la SFT quitte son siège historiquement parisien pour s'établir au Mans. Le siège de sa filiale SFT Services y est également déménagé.
En 2023, la SFT compte quelque 1 600 membres.

## Organisation
La Société française des traducteurs est administrée par un Comité directeur constitué de 9 à 15 membres, élus par l’Assemblée générale. Quatorze délégations territoriales animent l’ensemble du réseau, qui s'étend sur l'ensemble de la métropole française ainsi que dans la France d'outre-mer et dans quelques autres pays (via sa délégation Monde).
Par l'intermédiaire de ses mandataires, la SFT représente également les intérêts de ses membres auprès de diverses institutions : l'Union nationale des professions libérales (UNAPL), le FIF PL, l'Association française de normalisation (AFNOR), la Caisse interprofessionnelle de prévoyance et d'assurance vieillesse des professions libérales (Cipav), etc.

## Actions syndicales
Depuis des années, le syndicat s'illustre notamment dans la défense des traducteurs et interprètes experts collaborant avec la Justice française.
En 2001, Suzanne Boizard, alors présidente de la SFT, est entendue par le Sénat français au sujet de la traduction des brevets.
La SFT se prononce également sur des thèmes touchant les professions défendues, tels que l'automatisation, l'intelligence artificielle, la précarisation, la réglementation du secteur, etc.
En outre, la SFT réalise régulièrement des enquêtes à visée statistique, auprès de ses membres et de la profession dans son ensemble, permettant d'obtenir un instantané de l'état du marché, des tarifs pratiqués, des secteurs porteurs, des outils employés, etc. Grâce à la récurrence de ces enquêtes, il est possible d'identifier des tendances.
En 2020, la SFT s'illustre dans la défense de ses professions durement touchées par la pandémie de Covid-19. En effet, les interprètes notamment ont vu leur activité chuter en raison des mesures de confinement mettant un coup d'arrêt aux rencontres internationales.

## Évènements
Chaque année depuis 1981, la SFT décerne, conjointement avec l'École supérieure d'interprètes et de traducteurs (ESIT), un prix de traduction littéraire qui porte le nom de son fondateur : le prix Pierre-François-Caillé. La liste des lauréats peut être consultée sur le site dédié de l'évènement,.
En 2023, elle organise la première édition des Rencontres de la traduction et de l'interprétation (RTI) à Angers.

## Publications
La SFT édite la revue semestrielle Traduire, publiée sur OpenEdition.

## Formation
La SFT offre diverses formations en lien avec les professions qu'elle représente, et ce depuis le début des années 1990. Devant le succès rencontré et la nécessité de formaliser le cadre y afférent, à savoir la gestion des activités lucratives, elle crée en 2011 sa filiale SFT Services, dédiée à la formation et à la commercialisation des publications. C'est une SASU dont la SFT est l'actionnaire unique.
Certaines formations récurrentes sont devenues de véritables évènements parmi la profession : le Séminaire d'anglais médical (SAM), dédié à la traduction médicale ; Horizon Justice Française (HJF), dédié à la traduction juridique ; ou encore l'Université d'été de la traduction financière (UETF).

## Présidence
- Bruno Chanteau : 2020 -